# Биланчино
Биланчино (итал. Lago di Bilancino) — озеро в Италии, в регионе Тоскана, провинции Флоренция.
Озеро расположено недалеко от коммуны Барберино-ди-Муджелло на высоте 252 м над уровнем моря. Площадь поверхности озера — 5 км². Максимальная глубина достигает 31 м.